# نبرد بورنئو (۴۲-۱۹۴۱)
نبرد بورنئو (انگلیسی: Battle of Borneo) یک کارزار موفقیت‌آمیز توسط نیروهای امپراتوری ژاپن برای کنترل جزیره بورنئو بود و عمدتاً در انقیاد راج ساراواک، برونئی، شمال بورنئو و قسمت غربی کالیمانتان متمرکز بود که بخشی از هند شرقی هلند بود. واحد اصلی ژاپن برای انجام این مأموریت تیپ ۳۵ پیاده‌نظام به رهبری سرلشکر کیوتاکه کاواگوچی بود.